# Južni lolopo jezik
Južni lolopo jezik (ISO 639-3: ysp južni lolopo yi), sinotibetski jezik uže skupine lolo, kojim govori 190 000 ljudi (2002) u južnokineskoj provinciji Yunnan, u okruzima Jingdong, Jinggu, Lancang, Zhenyuan, Simao i Pu’er.
Jedan je od pet yi jezika unutar kojih čini posebnu centralnu podskupinu čiji je jedini predstavnik. Etnički se klasificiraju u nacionalnost Yi.

## Vanjske poveznice
- Ethnologue (14th)
- Ethnologue (15th)